# Ein Ausschlag wie ein Sternbild
Ein Ausschlag wie ein Sternbild (russisch Звёздная сыпь, Swjosdnaja syp) ist eine Kurzgeschichte des sowjetischen Schriftstellers Michail Bulgakow, die 1926 in den Heften 29 und 30 der Moskauer Zeitschrift Medizinski rabotnik erschien. Der Autor übernahm den Text in seine Sammlung Aufzeichnungen eines jungen Arztes. 
Der Ich-Erzähler, ein junger Arzt mit halbjähriger Praxis, richtet im Winter auf das Jahr 1918 in seinem Dorfkrankenhaus in der russischen Einöde eine Syphilitikerstation ein und behandelt mit wachsendem Erfolg den „sternbildartigen Ausschlag“ von zwölf Erkrankten beiderlei Geschlechts unter anderen mit Salvarsan-Injektionen.
Angefangen hatte die Syphilis-Geschichte mit dem 40-jährigen Patienten A. Bukow. Dieser wollte von dem Ich-Erzähler lediglich ein Mittel zum Gurgeln gegen Heiserkeit und hatte die ärztliche Diagnose Syphilis weitgehend ignoriert. Nach etwa einem Monat kommt die verzweifelte Ehefrau des Erkrankten in die Sprechstunde des jungen Arztes. Diese hat mit dem Manne, der nach Moskau gereist ist, zwei Kinder und will Antwort auf die Frage: Sind wir von diesem „Lump“ angesteckt worden? Die Frau hat Glück. Nach viermonatiger Beobachtung und Behandlung kann der Arzt Entwarnung geben.
Das Thema Syphilis lässt den jungen Arzt nicht los. In den Aufzeichnungen seines Vorgängers findet er den Fall des 32-jährigen Semjon Chotow, dem am 17. Juni 1916 Quecksilbersalbe verabreicht worden war. Warum spricht Semjon nicht vor? Ist er gestorben? Der Arzt will ihn finden. Statt Semjon bringt die 30-jährige Awdotja Karpowa ihren zweijährigen Sohn Iwan Karpow mit dieser schlimmen Krankheit in die Sprechstunde. Die Fälle häufen sich. Ein 70-Jähriger kommt, eine Jugendliche, eine alte Frau und eine Frau in den besten Jahren. Der Arzt muss etwas tun. Er fährt in die Stadt und beantragt die Aufnahme dieser Patienten in sein Krankenhaus.

## Deutschsprachige Ausgaben
Verwendete Ausgabe:
- Ein Ausschlag wie ein Sternbild. Aus dem Russischen von Thomas Reschke. S. 89–105 in Ralf Schröder (Hrsg.): Bulgakow. Die rote Krone. Autobiographische Erzählungen und Tagebücher. Volk & Welt, Berlin 1993, ISBN 3-353-00944-2 (= Bd. 5: Gesammelte Werke (13 Bde.))